# 弗谢沃洛多-维利瓦
弗谢沃洛多-维利瓦（羅馬化：Vsevolodo-Vilʹva）是俄罗斯彼尔姆边疆区的市级镇，属边疆区辖市亚历山德罗夫斯克市，地处彼尔姆边疆区东部，位于卡马河流域亚伊瓦河一支流维利瓦河畔，在区行政中心亚历山德罗夫斯克西北、边疆区首府彼尔姆东北方。镇东北部设有同名铁路车站。
该地2022年人口有2,155人；2010年人口2,827；2002年人口3,629；1989年人口4,448。